# Барбуда
Барбу́да — острів у Карибському морі, в групі Малих Антильських островів. Є одним з островів держави Антигуа і Барбуда. Основна частина населення проживає в місті Кодрінгтон.

## Географія
Барбуда розташований за 40 км на північ від Антигуа, на південь від острова лежать острови Монтсеррат і Гваделупа, на північ і захід — Невіс, Сент-Кіттс, Сен-Бартельмі та острів Святого Мартіна. Площа острова становить 161 км², найвища точка — пагорб Ліндсей (44 м), розташований у північно-східній частині. Є кілька печер.
Велика частина острова зайнята лісом, фауна та флора тут збереглася краще, ніж на Антигуа. У лагуні-заповіднику мешкають фрегати. Озер на острові немає, прісна вода видобувається з колодязів.
Острів Барбуда має субтропічний клімат, температура може змінюватися від 18 °C до 45 °C. У середньому за рік випадає 100 см опадів.

## Історія
Під час прибуття на острів другої експедиції Колумба в 1493 році він був заселений араваками. Ранні поселення іспанців і французів відійшли Великої Британії, яка у 1666 році заснувала на острові колонію.
У 1685 році острів був відданий в оренду братам Кодрінтонам, які заснували однойменне місто. Сім'я Кодрінон використовувала землі острова для вирощування продовольства, а також займалася транспортуванням рабів на свої цукрові плантації на Антигуа. У 1740-і роки на острові було кілька повстань рабів, які були звільнені у 1834 році.